# Paddy Kenny
Patrick Joseph "Paddy" Kenny (Halifax, 17 de maio de 1978) é um ex-futebolista irlandês nascido na Inglaterra, que atuava como goleiro.
Destacou-se atuando pelo Bury entre 1998 e 2002, e também pelo Sheffield United, clube onde jogou por 8 temporadas.

## Carreira em clubes
Revelado pelo Ovenden West Riding, Kenny assinou com o Bradford Park Avenue em agosto de 1997, atuando em 56 partidas (43 pela primeira divisão da Northern Premier League e 13 em Copas). Após um período de testes no Birmingham City e no Bradford City, o goleiro foi contratado pelo Bury em setembro de 1998 por apenas 10 mil libras. Para ganhar experiência, foi emprestado ao Whitby Town, onde atuou em 8 jogos.
De volta ao Bury em 1999, assumiu a titularidade com a saída de Dean Kiely para o Charlton Athletic. Até 2002, foram 151 partidas com a camisa dos Shakers. No mesmo ano, foi emprestado ao Sheffield United para repor a ausência do lesionado Simon Tracey., sendo posteriormente comprado em definitivo. Na temporada 2003–04, chegou a ficar 3 meses fora por lesão e viu Paul Gerrard assumir sua vaga durante o período, retomando a posição após se recuperar. Permaneceria como titular dos Blades até a temporada 2009–10, quando foi pego no exame antidoping, que flagrou a presença de efedrina. Após uma audiência da The Football Association em setembro de 2009, Kenny foi suspenso por 9 meses e impedido de frequentar o estádio Bramall Lane, tendo que treinar sozinho em outros lugares.
Embora tivesse renovado seu contrato com o Sheffield United, o goleiro decidiu assinar com o Queens Park Rangers e, junho de 2010. Sua passagem pelo time londrino foi marcada pelo gol que sofreu no final do jogo contra o Manchester City, em maio de 2012, que deu o título da Premier League aos Citizens. Em julho do mesmo ano, foi contratado pelo Leeds United, disputando 81 partidas oficiais. Sua saída do clube foi insólita: o presidente do Leeds, Massimo Cellino, dispensou o goleiro alegando que o 17 (usado pelo goleiro durante sua passagem pelos Whites) era considerado um número de azar na Itália (Kenny nascera em um dia 17 e o Cagliari, que Cellino presidia antes de assumir o Leeds, nunca havia vencido um jogo neste dia) e o retirou da numeração oficial
Kenny ainda defendeu Bolton Wanderers e Oldham Athletic, passando também por Ipswich Town, Bury (segunda passagem), Rotherham United e Northampton Town (onde também acumulou a função de treinador de goleiros), porém não entrou em campo durante 4 anos seguidos.
Em agosto de 2017, assinou com o Maltby Main, equipe da Northern Counties East Football League atuando em 2 jogos antes de encerrar sua carreira em 2018.

## Carreira internacional
Nascido em Halifax, Kenny optou em defender a República da Irlanda (onde seus pais nasceram) em nível internacional. Estreou pela seleção em 2004, na vitória por 2 a 1 sobre a República Checa. O goleiro ainda faria outros 6 jogos antes de se aposentar do futebol internacional em 2007, alegando questões pessoais. Embora declarasse estar apto a voltar a defender a Seleção Irlandesa, Kenny não seria novamente convocado.

## Títulos
Queens Park Rangers
- Football League Championship: 2010–11

### Individuais
- PFA Team of the Year: Championship de 2010–11[21]
- Jogador do ano do Queens Park Rangers: 2010–11
- Football League Championship Golden Glove: 2008–09[22]
- Jogador do ano do Sheffield United: 2002–03, 2005–06